# Mühlenkopf
Il Mühlenkopf (ufficialmente, in tedesco: Mühlenkopfschanze, "trampolino Mühlenkopf") è un trampolino situato a Willingen, in Germania.

## Storia
Aperto nel 1951 e ampiamente ristrutturato nel 2000, l'impianto ha ospitato numerose tappe della Coppa del Mondo di salto con gli sci.

## Caratteristiche
Il trampolino lungo ha il punto K a 130 m e HS147; il primato di distanza (155,5 m) appartiene al norvegese Johann André Forfang (ottenuto nel 2024 );